# Cydia anaranjada
Cydia anaranjada là một loài bướm đêm thuộc họ Tortricidae. Nó được tìm thấy ở South-Eastern Bắc Mỹ.
Sải cánh dài khoảng 16 mm.
Sâu bướm (Slash Pine seedworms) feed on the seeds of Pinus elliottii.